# Helichrysum lingulatum
Espèce
Classification phylogénétique
Helichrysum lingulatum est une espèce de plantes à fleurs d'Afrique du Sud des monts Drakensberg, mesurant de 7 à 15 centimètres, de la famille des Asteraceae. Elle a des fleurs papyrifères de 10 à 15 centimètres et pousse sur sol pauvre.